# Chañe (kommunhuvudort)
Chañe är en kommunhuvudort i Spanien.   Den ligger i provinsen Provincia de Segovia och regionen Kastilien och Leon, i den centrala delen av landet, 120 km nordväst om huvudstaden Madrid. Chañe ligger 768 meter över havet och antalet invånare är 714.
Terrängen runt Chañe är platt. Runt Chañe är det mycket glesbefolkat, med 7 invånare per kvadratkilometer. Närmaste större samhälle är Iscar, 9,2 km väster om Chañe. Trakten runt Chañe består till största delen av jordbruksmark.